# ゲーディ
ゲーディ（伊: Ghedi）は、イタリア共和国ロンバルディア州ブレシア県にある、人口約18,000人の基礎自治体（コムーネ）。

## 地理

### 位置・広がり

#### 隣接コムーネ
隣接するコムーネは以下の通り。
- バニョーロ・メッラ
- ボルゴサトッロ
- カルヴィザーノ
- カステネードロ
- ゴットレンゴ
- イゾレッラ
- レーノ
- モンティキアーリ
- モンティローネ

### 地震分類
イタリアの地震リスク階級 (it) では、2 に分類される
。

## 行政

### 分離集落
ゲーディには、以下の分離集落（フラツィオーネ）がある。
- Belvedere, Ponterosso, Fienil Nuovo